# Arthur Brown
Arthur Brown (Whitby, 24 giugno 1942) è un cantante britannico.
Viene ricordato per le sue trasgressive performance dal vivo e per certi problemi con la legge dovuti alla sua attitudine provocatoria. Molti l'hanno definito anche l'ideatore del corpse paint, il quale venne adottato, poco dopo, da altri artisti che a lui si ispirarono molto, come Alice Cooper e Kiss. Il suo soprannome è "The God of Hellfire" (Il Dio del Fuoco Infernale).

## Biografia
Brown frequentò la "London University" e "Reading University", studiando filosofia e giurisprudenza. Allo stesso tempo scoprì di avere delle potenzialità canore e decise di dedicarsi alla musica. In quel periodo, entrò in un gruppo di musica soul chiamato "The Ramong Sound", in seguito rinominato in "The Foundations". Tuttavia, Brown lasciò la band dopo che questa firmò un contratto con la PYE Records.
Nel 1967 forma i Crazy World che comprendono Vincent Crane (poi negli Atomic Rooster) e Carl Palmer (anche lui con Atomic Rooster e poi con Emerson, Lake & Palmer). Grazie all'aiuto di Pete Townshend, Brown arriva alla sua prima incisione con l'album The Crazy World of Arthur Brown, col singolo Fire che va in testa alle classifiche inglesi. Nelle performance live, Brown si fece notare per la sua presenza scenica scioccante per quei tempi; ad esempio le sue esibizioni con l'elmo infuocato mentre eseguiva Fire (il suo singolo più noto) e il corpse paint facciale, che diverrà uno standard per numerosi fautori dello shock rock che vennero dopo di lui. Tuttavia, Brown ebbe un inconveniente sul palco di Windsor (Regno Unito), in quanto del metanolo usato per far bruciare l'elmo gli cadde sulla testa. Due addetti alla security spensero le fiamme con della birra.
Durante una tournée negli Stati Uniti, per problemi caratteriali soprattutto dovuti a Crane, che soffre di un forte stato depressivo, il gruppo si scioglie. Chiusa l'avventura con i Crazy World, il cantante mette in piedi un'altra formazione di breve durata per poi, negli anni settanta, dar vita ai Kingdom Come (da non confondersi con il più recente gruppo hard rock omonimo). La musica non è l'unico obiettivo del gruppo, ma anzi teatro, esperimenti elettronici e show allucinanti contribuiscono più della musica stessa a creare intorno a loro un certo alone trasgressivo. A dimostrazione di ciò, basti dire che durante il Palermo Pop 70 Arthur Brown viene arrestato per atti osceni in luogo pubblico, in quanto il cantante si spogliò sul palco.
Nel 1972 viene pubblicato Galactic Zoo Dossier. Non gradendo però né il batterista in forza al gruppo né i successivi che si presentano, Brown decide di impiegare la batteria elettronica, tra i primi a farlo. Nel 1973 escono altri due album e poi i Kingdom Come si sciolgono. 
Brown proseguirà come solista per il resto degli anni settanta e nei primi anni ottanta realizzando una manciata di album che spaziano tra vari stili musicali, ma che non gli daranno gran fama. Da segnalare inoltre le sue collaborazioni con gli Alan Parsons Project e con Klaus Schulze.
Nel 1975 partecipa al film musicale Tommy diretto da Ken Russell nel ruolo di un prete nel corteo di Eric Clapton.
Nel 1997, Brown ri-registrò Fire con i Die Krupps. Nel 1998 collabora con Bruce Dickinson, frontman degli Iron Maiden, nell'album The Chemical Wedding, in cui interviene a dare la voce in alcune parti narrate delle tracks. In tempi recenti, Arthur Brown è stato ospite nei brani "Sunray" e "A Letter to Robert" tratti dal disco Take Me to Your Leader (2005) degli Hawkwind.

## Formazione Crazy World
- Arthur Brown: voce
- Vincent Crane: organo Hammond
- Carl Palmer: batteria

## Formazione Kingdom Come
Gruppo piuttosto aperto, numerosi sono i musicisti passati nelle sue file.
Tra gli altri Rob Tatt, Dave Ambrose, Andy McCullock, Victor Peraino.

## Discografia

### Con Crazy World

#### Singoli
- 1967: Devil's Grip / Give Him A Flower (Track 604008 UK)
- 1968: Fire / Rest Cure (Track 604022 UK), (Atlantic 2556 US)
- 1968: Nightmare / Music Man (conosciuto anche come What's Happening) (Track 604026 UK)
- 1968: I Put A Spell On You / Nightmare (Track 2582 US)

#### Album
- 1968: The Crazy World of Arthur Brown
- 1988: Strangelands (compilation di brani registrati nel 1969 per il secondo album)
- 2002: Tantric Lover (CD, Voiceprint Records), anno originale: 2000[2]
- 2003: Vampire Suite (CD, US, Track Records)[3]
- 2007: Voice Of Love (CD, Zoho Music)[4]
- The Crazy World of Arthur Brown (1968)

### Con Kingdom Come
- Galactic Zoo Dossier (1972)
- Kingdom Come (1973)
- The journey (1973)

### Solista
- Dance (1974)
- Lost Ears (1976) – doppio antologico
- Chisholm in my Bosom (1978)
- Faster Than the Speed of Sound (1980) – con Vincent Crane
- Requiem (1982)
- Speaknotech (1982)
- The Complete Tapes of Atoya (1984) – con Craig Leon